# Ernesto Leopoldo de Hesse-Rotemburgo
Ernesto Leopoldo de Hesse-Rotemburgo (15 de Junho de 1684 – 29 de Novembro de 1749) foi landegrave (Landgraf) de Hesse-Rheinfels-Rotemburgo de 1725 até 1749.
Nascido em Langenschwalbach, era filho de Guilherme de Hesse-Rotemburgo e Maria Ana de Löwenstein-Wertheim (1652–1688).
Ele morreu em Rotemburgo em 1749.

## Casamento e filhos
Ele casou com sua prima a condessa Leonor de Löwenstein-Wertheim (1686–1753), em Frankfurt, em 9 de Novembro de 1704.
Desta união nasceram dez filhos:
- José, Príncipe Hereditário de Hesse-Rotemburgo (1705–1744); casado com Cristina de Salm, com descendência.
- Polixena de Hesse-Rotemburgo, rainha da Sardenha (1706–1735); casada com Carlos Emanuel III da Sardenha, com descendência.
- Madalena Leopoldina de Hesse-Rotemburgo (1707–1708); morreu jovem.
- Guilherme de Hesse-Rotemburgo (1708); morreu Jovem.
- Sofia de Hesse-Rotemburgo (1709–1711); morreu jovem.
- Francisco Alexandre de Hesse-Rotemburgo (1709–1711); nunca se casou ou teve filhos.
- Leonor de Hesse-Rotemburgo (1712–1759); casada com João Cristiano do Palatinado-Sulzbach, sem descendência.
- Carolina de Hesse-Rotemburgo (1714–1741); casada com Luís Henrique, Duque de Bourbon, com descendência.
- Constantino de Hesse-Rotemburgo, conde de Hesse-Rotemburgo  (1716–1778); sucessor do Condado de Hesse-Rheinfels-Rotemburgo.
- Cristina de Hesse-Rotemburgo (1717–1778); casada com Luís Vítor, Príncipe de Carignano, com descendência.

Através de sua filha mais velha, seus descendentes atuais incluem o pretendente Duque de Parma; o pretenso Rei das Duas Sicílias e o reinante Grão-duque de Luxemburgo. Sua filha mais nova é também uma ancestral do Grão-duque.